# Опалювальний котел
Котел — пристрій для нагріву теплоносія (зазвичай це вода). Котел — основа опалювальної системи.

## Загальна характеристика
Котли опалювальні бувають парові — вони призначені для виробництва пари для технологічних цілей промисловості. Найширше застосування для опалення приміщень отримали водогрійні котли, які значно безпечніші в порівнянні з іншими типами котлів. Водогрійні опалювальні котли можуть працювати в системах опалення закритого і відкритого типу, а також з примусовою або природною циркуляцією води.
Задана температура води на виході з котла підтримується регулюванням піддування повітря, що забезпечує необхідну інтенсивність горіння палива. Пульт керування припиняє піддув повітря при досягненні заданої температури води і відновлює піддув при падінні температури нижче заданої.
Котли опалення мають різну класифікацію, але заведено розділяти їх за типом використовуваного палива.

## Класифікація
- газові[1],
  - конвекційні газові котли.
  - конденсаційні газові котли.
- електричні,[2]
- рідкопаливні,
- твердопаливні,[3]
  - дров'яні котли;
  - пелетні;
  - котли тривалого горіння;
  - котли шахтного типу (Холмова)
  - піролізні
- комбіновані

## Параметри опалювальних котлів
- коефіцієнт корисної дії;
- втрати при експлуатаційній готовності;
- температура димових газів
- потужність

Потужність опалювального котла вимірюється в кВт — цей показник позначає, яку кількість тепла може виробити котел за одиницю часу, як правило це 1 година. Завдяки цьому параметру підбирається потужність котла, який зможе покрити втрати тепла. Для швидкого розрахунку необхідної потужності котла заведено брати до уваги співвідношення 1 кВт потужності опалювального котла до 10 квадратних метрів опалювальної площі і при умові, що висота стелі буде не вище 3 метрів. Також потрібно брати до уваги тепловтрати стінок та вікон. На онові цих даних це співвідношення може коригуватися в одну чи іншу сторону.
Нюанси вибору потужності опалювальних котлів:
- Для твердопаливних котлів рекомендується запас потужності ≈ 20%, враховуючи непостійність горіння твердого палива, а також його різну калорійність.
- Для електричних котлів потужність може бути з будь яким запасом, завдяки швидкому переходу з режиму ввімкнення/вимкнення. Але запас потрібен тільки при використанні в парі з теплоаккумулятором.
- Для газових котлів потужність розділяється на мінімально можливу і максимальну, завдяки плавній модуляції потужності[4]. Для ефективної роботи газового котла потрібно щоб його потужність відповідали мінімальній (вказано в паспорті).

Коефіцієнт корисної дії котла визначається як відношення вихідної теплової потужності (опалювальної потужності) до теплової потужності, що підводиться (потужності спалювання). Коефіцієнт корисної дії завжди належить до номінальної потужності, і тому вимірюється в сталому стані при безперервному режимі горіння.
Втрати при експлуатаційній готовності — процентна частина потужності згорання, яка віддається в період експлуатаційної готовності, — тобто при непрацюючому пальнику під час включення котла — через його поверхню навколишньому повітрю унаслідок випромінювання і конвекції.
Окрім променистих втрат до втрат експлуатаційної готовності належить також охолоджування теплогенератора через постійно присутню тягу в димовій трубі, тобто через внутрішні циркуляційні втрати, що існують з цієї причини.
Виміри температури димових газів проводяться на вимірювальній ділянці на виході з котла. Вона залежить від температури котлової води, заданої потужності котла (навантаження на котел), а також ступеня його чистоти. Приведені дані вимірів завжди стосуються чистого котла і дійсні для стаціонарного (сталого) режиму.

## Галерея

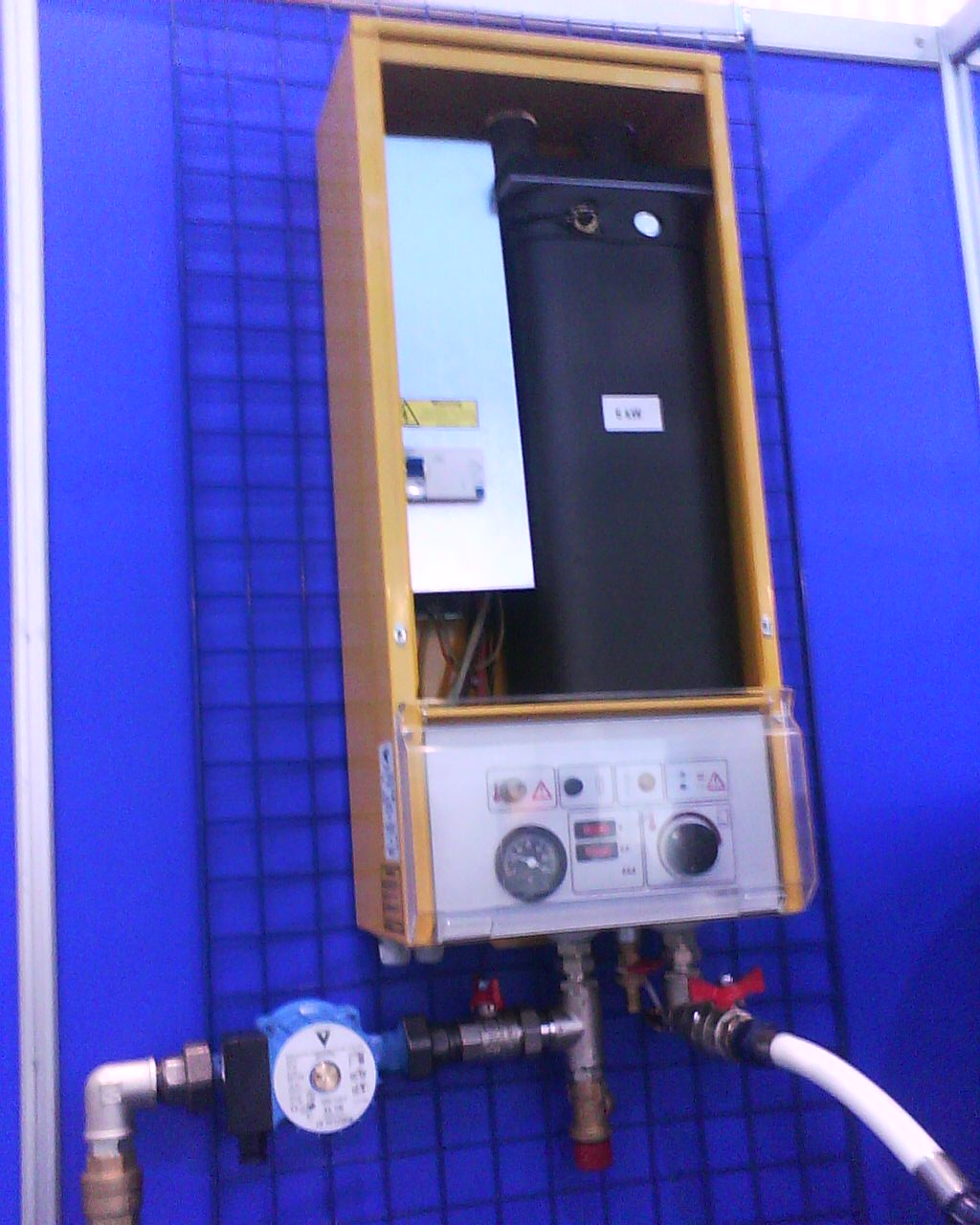
Електричний котел
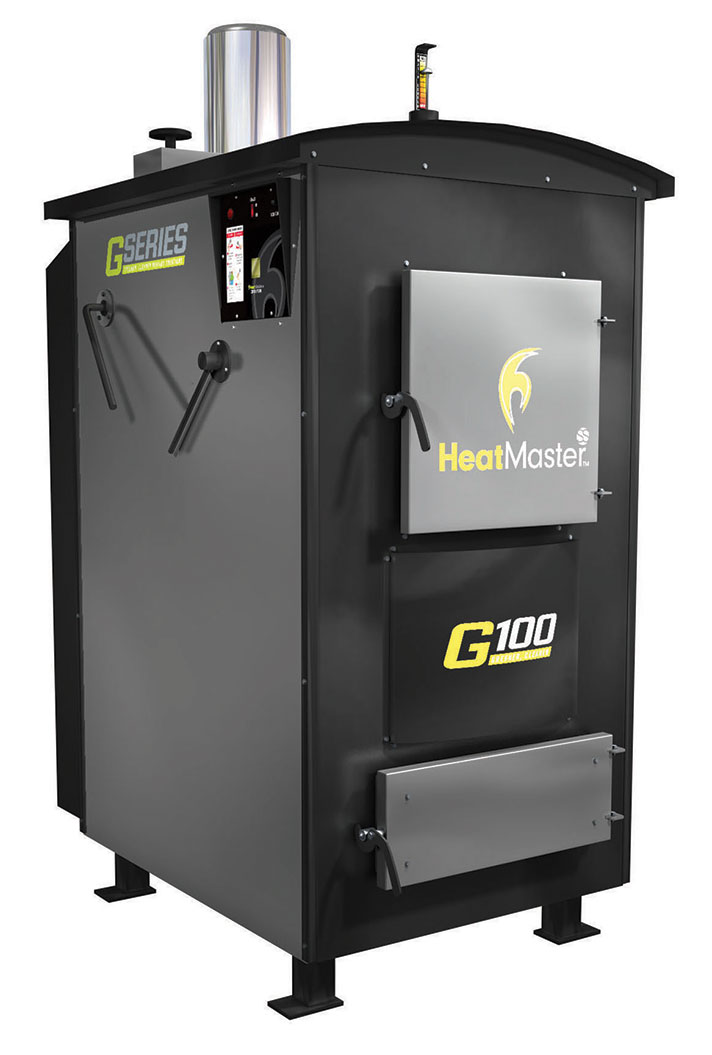
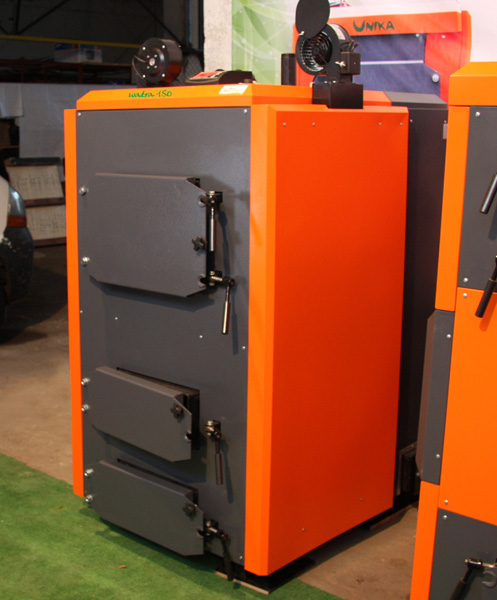
Твердопаливний котел
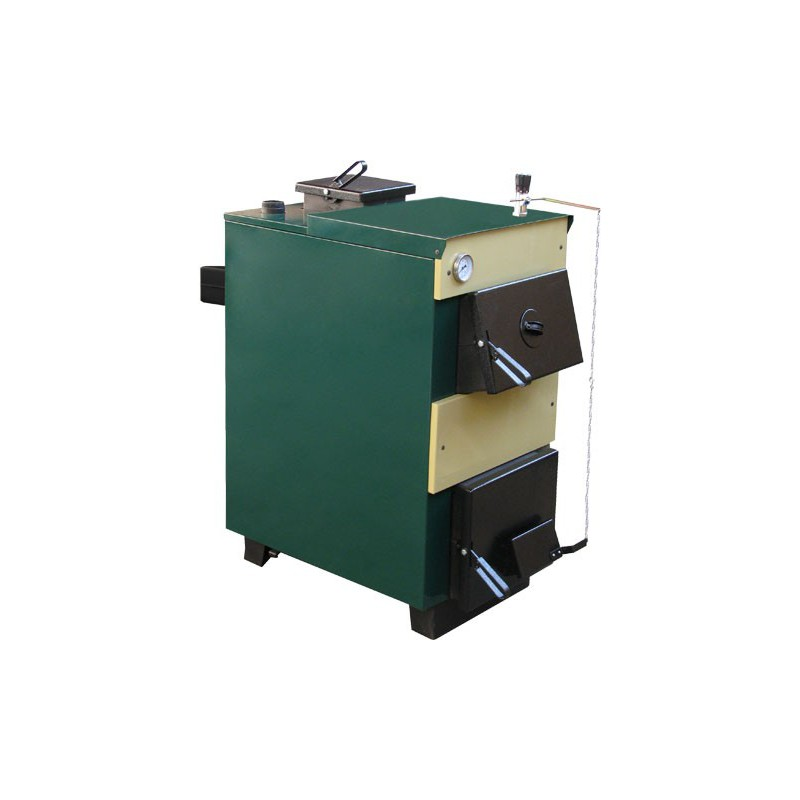